# Stefan Rieckhoff
Stefan Rieckhoff (* 28. August 1968 in Oldenburg) ist ein deutscher Bühnen- und Kostümbildner.

## Leben
Rieckhoff studierte Malerei an der Freien Kunstschule Stuttgart.
Nach dem anschließenden Bühnenbildstudium an der Staatlichen Kunstakademie Düsseldorf bei Karl Kneidl von 1989 bis 1993 war er Assistent bei Peter Zadek, Wilfried Minks, Johannes Grützke, Wolfgang Gussmann und Willy Decker.
Seit 1990 führten Rieckhoff Engagements als Bühnen- und Kostümbildner an die Theater in Oberhausen, Gießen, Bern, Oldenburg, Heidelberg, Saarbrücken, sowie das Théatre des Capucins Luxembourg, Berliner Ensemble, Nationaltheater Prag, Volksoper Wien, Landestheater Linz, Oper Halle und zu den Bregenzer Festspielen, wo er mit Liz King, Kathrin Prick, Michael Sturm, Helmut Polixa und Nicholas Muni zusammenarbeitete.
Stefan Rieckhoff war von 2004 bis 2009 Ausstattungsleiter am Anhaltischen Theater Dessau, wo er neben dem Verdi-Schiller-Zyklus und einem Mozart-Zyklus Ausstattungen für die Inszenierungen von Johannes Felsenstein realisiert hat. Außerdem gestaltete er Bühnenbild und Kostüme der Festival-Produktionen „Street Scene“ und „Aufstieg und Fall der Stadt Mahagonny“ für das internationale Kurt-Weill-Fest Dessau.
Rieckhoff wurde von Opernwelt 2004 für „Fedora“ und Die Deutsche Bühne 2008 für „Parsifal“ zum Bühnenbildner des Jahres nominiert. 
Im Jahr 2006 erhielt er den Theaterpreis der Mitteldeutschen Zeitung.
2008 erschienen „Tristan und Isolde“ sowie „Hänsel und Gretel“ als DVD-Einspielungen bei Arthaus Musik.